# Крочиці (гміна)
Гміна Крочиці (пол. Gmina Kroczyce) — сільська гміна у південній Польщі. Належить до Заверцянського повіту Сілезького воєводства.
Станом на 31 грудня 2011 у гміні проживало 6310 осіб.

## Територія
Згідно з даними за 2007 рік площа гміни становила 110.15 км², у тому числі:
- орні землі: 59.00%
- ліси: 30.00%

Таким чином, площа гміни становить 10.98% площі повіту.

## Населення
Станом на 31 грудня 2011:
| Опис     | Загалом | Загалом | Чоловіки | Чоловіки | Жінки | Жінки |
| -------- | ------- | ------- | -------- | -------- | ----- | ----- |
| одиниця  | осіб    | %       | осіб     | %        | осіб  | %     |
| все      | 6310    | 100     | 3163     | 50.13    | 3147  | 49.87 |
| міське   | 0       | 100     | 0        |          | 0     |       |
| сільське | 6310    | 100     | 3163     | 50.13    | 3147  | 49.87 |

## Сусідні гміни
Гміна Крочице межує з такими гмінами: Влодовиці, Заверці, Іжондзе, Неґова, Оґродзенець, Пілиця, Щекоцини.